# آنخل بارگاس
آنخل بارگاس (اسپانیایی: Ángel Bargas‎؛ زادهٔ ۲۹ اکتبر ۱۹۴۶) بازیکن فوتبال اهل آرژانتین است.

## باشگاهی
از باشگاه‌هایی که در آن بازی کرده‌است می‌توان به باشگاه فوتبال راسینگ کلوب آویاندا، باشگاه فوتبال نانت و باشگاه فوتبال متس اشاره کرد.

## تیم ملی
وی همچنین در تیم ملی فوتبال آرژانتین بازی کرده‌است.